# Núria Candela i Vilana
Núria Candela i Vilana (Sabadell, 1945) és una poeta i actriu catalana que ha dedicat la seva carrera professional a la divulgació de la poesia a través de recitals, realitzant lectures en més d'un centenar de poblacions dels Països Catalans. La seva trajectòria es caracteritza per la relació amb poetes com Joan Oliver, Joan Vinyoli i Joan Brossa, a qui va dedicar recitals monogràfics i que van influir significativament en la seva obra. Després dels seus inicis a la dècada dels anys seixanta, la seva activitat va augmentar amb projectes, com la producció de muntatges teatrals centrats en figures poètiques catalanes.